# Галактореја
Галактореја представља продукцију млека у дојкама ван периода лактације. Јавља се и код жена и код мушкараца.
Најчешћи узрок галактореје је пролактин секретујући тумор хипофизе (пролактином). Галактореја такође може настати код коришћења неких лекова, контрацептивних средстава, код хипотиреозе и тумора јајника и тестиса. 

## Клиничка слика
Некада је једини симптом продукција млека, али уз то се често могу јавити и неправилне менструације, изостанак менструација и неплодност, сувоћа вагине и сл. Код мушкараца хиперпролактинемија ретко изазива галактореју и гинекомастију (повећање дојки). Код око 15% мушкараца јављају се сексуалне дисфункције, а могућа је и неплодност. 

## Дијагноза
Дијагноза се поставља на основу анамнезе, клиничке слике, објективног прегледа, лабораторијског одређивања нивоа хормона у крви, рендгенографије, компјутеризоване томографије, магнетне резонанце итд. 

## Лечење
Уколико је узрок галактореје тумор пролактином, лечење се може спроводити лековима или хируршки. Лек избора је бромкриптин, агонист допамина. Бромкриптин регулише хиперпролактинемију код готово свих болесника са микропролактиномом. Лек може понекад утицати и на смањење величине тумора, поготово током прва три месеца лечења. Ако се терапија прекине, ниво пролактина опет почиње да расте, али се поновни раст тумора може одложити месецима или годинама. Бромокриптин је такође делотворан код великих макроаденома. Иначе, овај лек се не даје током трудноће.
Хируршки захват и зрачење су додатне могућности лечења ових тумора, које се примењују ако се симптоми не повлаче након 1-3 месеца лечења бромкриптином, код трајних проблема, тежих поремећаја и у случајевима када болесници не подносе бромкриптин. 
Микроаденоми имају добру прогнозу, а прогноза макроаденома зависи од симптома и одговора организма на терапију лековима.